# Félix Guattari
Pierre-Félix Guattari (gwataʁi  (lyt til udtale) ?) (født 30. april 1930, død 29. august 1992) var en fransk psykoanalytiker, filosof og semiotiker; han grundlagde både skizoanalyse og økosofi. Guattari er bedst kendt for sit samarbejde med Gilles Deleuze, fx de to bind i serien Kapitalisme og skizofreni: Anti-Ødipus (1972) og Tusind plateauer (1980).

### Danske oversættelser
- Tusind plateauer (2005 [på fransk 1980]) i samarbejde med Gilles Deleuze. Udgivet af Det Kongelige Danske Kunstakademis Billedkunstskoler.

### Engelske oversættelser
- Molecular Revolution: Psychiatry and Politics (1984). Udvalgte essays fra Psychanalyse et transversalité (1972) og La révolution moléculaire (1977).
- The Three Ecologies (1989). Kort essay om økologi.
- Chaosmosis: an Ethico-Aesthetic Paradigm (1992).
- Chaosophy (1995). Samlede essays og interviews I.
- Soft Subversions (1996). Samlede essays og interviews II.
- The Guattari Reader (1996). Samlede essays og interviews, i et andet udvalg.
- The Anti-Oedipus Papers (2004). Samling af tekster skrevet mellem 1969 og 1972.
- The Machinic Unconscious (2011). Posthum, ufærdig udgivelse.

I samarbejde med Gilles Deleuze:
- Anti-Oedipus (1972).
- Kafka: Towards a Minor Literature (1975).
- A Thousand Plateaus (1980), oversat af Brian Massumi. Udgivet på dansk som Tusind plateauer.
- What Is Philosophy? (1991).

Andre samarbejder:
- Communists Like Us (1985) med Antonio Negri.
- Molecular Revolution in Brazil (1986) med Suely Rolnik.
- The Party without Bosses (2003) af Gary Genosko. Indeholder en samtale fra 1982 mellem Guattari og Luiz Inácio Lula da Silva, den tidligere præsident for Brasilien.

|  | Artiklen om Félix Guattari kan blive bedre, hvis der indsættes et (bedre) billede Du kan hjælpe ved at afsøge Wikimedia Commons for et passende billede eller uploade et godt billede til Wikimedia Commons iht. de tilladte licenser og indsætte det i artiklen. |

1. ↑  Navnet er anført på engelsk og stammer fra Wikidata hvor navnet endnu ikke findes på dansk.